# Sesquiterpeno

α-Farneceno, um sesquiterpeno

Sesquiterpeno é um terpeno constituído por três unidades de isopreno (C15H24) como o guaiacol.